# Nalpaumia septemstriata
Nalpaumia septemstriata es una especie de coleóptero de la familia Latridiidae. Es la única especie del género Nalpaumia..

## Distribución geográfica
Habita en Brasil.